# Adrianna Babik
Adrianna Babik po mężu Piller (ur. 25 kwietnia 1979 w Nowej Rudzie, zm. 4 listopada 2021) – polska biathlonistka, sędzia sportowy.

## Życiorys
Była wychowanką UKS Melafir Czarny Bór, następnie reprezentowała barwy KS Biathlon Wałbrzych. W 1998 została mistrzynią Polski w sprincie.

### Biathlon
Reprezentowała Polskę na mistrzostwach Europy w 1997 (39 m. wśród seniorek w sprincie, 36. m w biegu indywidualnym i 39 m. w sprincie wśród juniorek), mistrzostwach Europy w 1998 (tylko w konkurencjach juniorskich: 11 m. w biegu indywidualnym, 9 m. w sprincie, 9 m w biegu na dochodzenie) i mistrzostwach świata juniorów w Valcartier (1998), zajmując 24 m. w biegu indywidualnym, 20 m. w sprincie i 4 m. w biegu drużynowym.
Podczas Zimowej Uniwersjady w Popradzie (1999) zdobyła srebrny medal w biegu indywidualnym na 15 km i brązowy medal w sztafecie (z Agatą Suszką i Iwoną Daniluk). W tym samym roku zdobyła też brązowy medal w sztafecie podczas mistrzostw świata juniorów w Pokljuce (z Magdaleną Grzywą i Magdaleną Gwizdoń). Podczas tych zawodów zajęła także 24 m. w biegu indywidualnym, 17 m. w sprincie i 17 m. w biegu na dochodzenie. Na mistrzostwach Europy juniorek w 1999 zdobyła złoty medal w sztafecie (z Magdaleną Grzywą i Magdaleną Gwizdoń) i srebrny medal w sprincie, a w biegu indywidualnym zajęła 4. miejsce. Reprezentowała także Polskę na mistrzostwach świata seniorów w Kontiolahti w 1999, zajmując 7 m. w sztafecie.
W latach 1997–1999 wystąpiła dziesięciokrotnie w zawodach Pucharu Świata, w tym siedem razy indywidualnie (najwyższa pozycja: 42 m. w sprincie (17.01.1999 w Ruhpolding)), dwa razy w sztafecie, raz w biegu indywidualnym.

### Biathlon letni
Reprezentowała Polskę na mistrzostwach świata seniorek w biathlonie letnim. W 1997 zdobyła brązowy medal w sztafecie (z Magdaleną Grzywą, Iwoną Grzywą i Dorotą Grucą), zajęła też 23 m. w sprincie i 24 m. w biegu na dochodzenie. W 1998 wywalczyła brązowy medal w sprincie, w biegu na dochodzenie zajęła 9. miejsce, w sztafecie – 4. miejsce. Była też wicemistrzynią Polski juniorek w sprincie i brązową medalistką w biegu indywidualnym w 1997, mistrzynią Polski juniorek w biegu indywidualnym w 1998, a tym ostatnim roku zdobyła także brązowy medal wśród seniorek w biegu na dochodzenie i brązowy medal wśród juniorek w sprincie.

### Dalsze losy
Z powodów zdrowotnych zakończyła uprawianie biathlonu już w 1999 roku. W ostatnich latach była sędzią w zawodach biathlonowych.
6 listopada 2021 została pochowana na cmentarzu w Czarnym Borze.